# Ara tricolore
Ara tricolor
Espèce
Statut de conservation UICN

 EX  : Éteint
Synonymes
- Psittacus tricolor Bechstein, 1811
- Sittace? lichtensteini Wagler, 1856
- Ara tricolor haitius Hoppe, 1983
- Ara cubensis Wetherbee, 1985

L’Ara tricolore anciennement Ara d'Hispaniola (Ara tricolor) était une espèce endémique de l'île des Pins et de Cuba ainsi que probablement d'Hispaniola. Il était chassé pour sa chair et pour être revendu comme animal de compagnie. Le dernier spécimen prélevé le fut en 1864 et la dernière observation de cet oiseau date de 1885. L'espèce est aujourd'hui considérée comme éteinte.

## Taxonomie

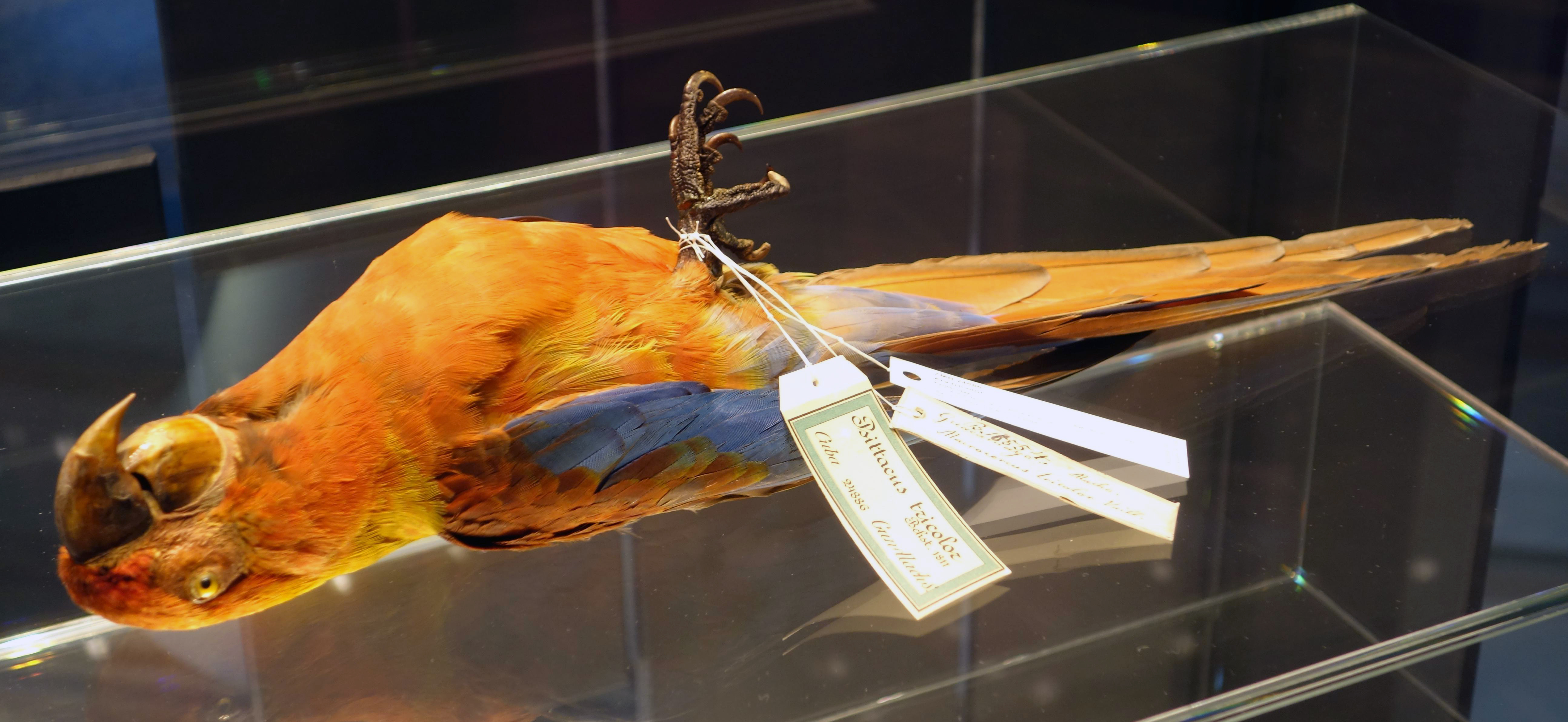
Étude de la peau au Museum für Naturkunde, Berlin, l'un des 19 spécimens existants

Les premiers explorateurs de Cuba, tels que Christophe Colomb et Diego Álvarez Chanca, y ont mentionné des aras dans les écrits des XVe et XVIe siècles. Les aras cubains ont été décrits et illustrés dans plusieurs premiers récits sur l'île. En 1811, le naturaliste allemand Johann Matthäus Bechstein nomma scientifiquement l'espèce Psittacus tricolor. La description de Bechstein était basée sur l'entrée de l'oiseau dans le livre de 1801 du naturaliste français François Le Vaillant, Histoire Naturelle des Perroquets,. Le récit de Le Vaillant était lui-même partiellement basé sur l'ouvrage de la fin du XVIIIe siècle Planches Enuminées par les naturalistes français Georges-Louis Leclerc de Buffon et Edme-Louis Daubenton, ainsi qu'un spécimen à Paris ; comme on ne sait pas de quel spécimen il s'agissait, l'espèce n'a pas d'holotype. La peinture à l'aquarelle originale de l'illustrateur français Jacques Barraband, qui était la base de la planche du livre de Le Vaillant, diffère de l'illustration finale en montrant des plumes de petites ailes rouge vif (zone de l'épaule), mais la signification de ceci n'est pas claire.
Aujourd'hui, 19 peaux d'Ara tricolore existent dans 15 collections à travers le monde (deux chacune au Natural History Museum at Tring, au Muséum national d'histoire naturelle de Paris, au Muséum suédois d'histoire naturelle et au Smithsonian Museum), mais beaucoup n'ont pas de provenance claire. Plusieurs ont été fournis par le naturaliste cubain Juan Gundlach, qui a collecté certains des derniers individus qui se sont nourris régulièrement près du marais de Zapata en 1849-1850. Certains des spécimens conservés sont connus pour avoir vécu en captivité dans des zoos (tels que le Jardin des Plantes de Paris, le zoo de Berlin et le zoo d'Amsterdam) ou comme oiseaux de cage. Le seul spécimen au World Museum (National Museums Liverpool) est mort dans les volières d'Edward Smith-Stanley (13e comte de Derby) à Knowsley Hall en 1846. On sait que plusieurs autres peaux ont existé, mais ont été perdues. Il n'y a aucune trace de ses œufs.
Aucun reste squelettique moderne de cet ara n'est connu, mais trois spécimens subfossiles ont été découverts : un demi-carpométacarpe provenant d'un gisement de source peut-être d'âge Pléistocène à Ciego Montero, identifié par extrapolation à partir de la taille des peaux d'ara tricolore et des os d'aras existants (rapporté en 1928), un rostre dans un gisement quaternaire dans une grotte à Caimito (rapporté en 1984), et un crâne usé de Sagua La Grande, qui a été déposé dans un gouffre rempli d'eau probablement au cours du Quaternaire et associé à divers oiseaux éteints et paresseux terrestres (rapporté en 2008),.

### Espèces apparentées

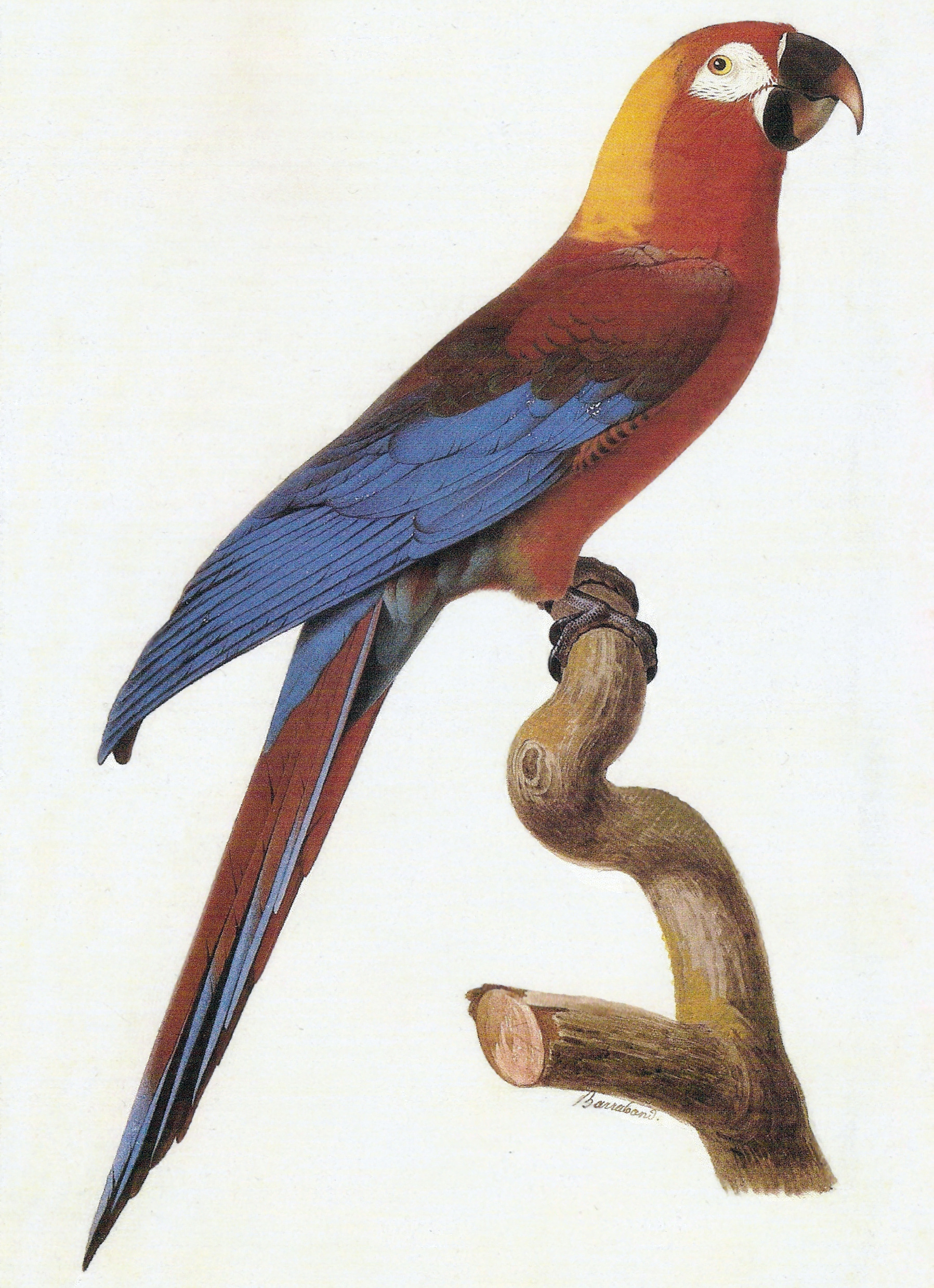
Peinture à l'aquarelle de Jacques Barraband, ca. 1800

Jusqu'à 13 espèces d'aras aujourd'hui disparues ont été suggérées de diverses manières comme ayant vécu sur les îles Caraïbes, mais beaucoup d'entre elles étaient basées sur des descriptions ou des dessins anciens et ne représentent que des espèces hypothétiques. Seules trois espèces endémiques d'aras des Caraïbes sont connues à partir de restes physiques : l'ara tricolore, l'ara autocthones, qui n'est connu que par des sous-fossiles, et l'ara de Guadeloupe (Ara guadeloupensis), qui est connu par des sous-fossiles et des rapports,. On sait que les aras ont été transportés entre les îles des Caraïbes et de l'Amérique du Sud continentale aux Caraïbes à la fois à l'époque historique par les Européens et les autochtones, et à l'époque préhistorique par les Paléoaméricains. Les enregistrements historiques d'aras sur ces îles peuvent donc ne pas représenter des espèces endémiques distinctes ; il est également possible qu'il s'agisse d'aras étrangers échappés ou sauvages qui ont été transportés vers les îles. Tous les aras endémiques des Caraïbes ont probablement été conduits à l'extinction par l'homme à l'époque historique et préhistorique. L'identité de ces aras ne sera probablement résolue que grâce à la découverte de fossiles et à l'examen de rapports et d'œuvres d'art contemporains.
L'ara rouge jamaïcain (Ara gossei) a été nommé par le zoologiste britannique Walter Rothschild en 1905 sur la base d'une description d'un spécimen abattu en 1765. Il a été décrit comme étant similaire à l'ara tricolore, différant principalement par son front jaune. Certains chercheurs pensent que le spécimen décrit pourrait être un ara tricolore sauvage. Une peinture stylisée d'un ara de 1765 par le lieutenant britannique L. J. Robins, publiée dans un volume intitulé L'histoire naturelle de la Jamaïque, correspond à l'ara tricolore et peut montrer un spécimen qui y avait été importé ; cependant, il a également été affirmé que la peinture montre l'ara rouge jamaïcain,. Le livre de 1907 de Rothschild, Extinct Birds, comprenait une représentation d'un spécimen du World Museum qui était présenté comme un ara tricolore. Dans une revue de 1908 du livre publié dans The Auk, l'ornithologue américain Charles Wallace Richmond a affirmé que l'image était suffisamment différente des aras tricolores connus pour que le spécimen puisse en fait appartenir à l'une des espèces d'ara largement inconnues, comme une espèce de Haïti. Cette suggestion n'a pas été acceptée.

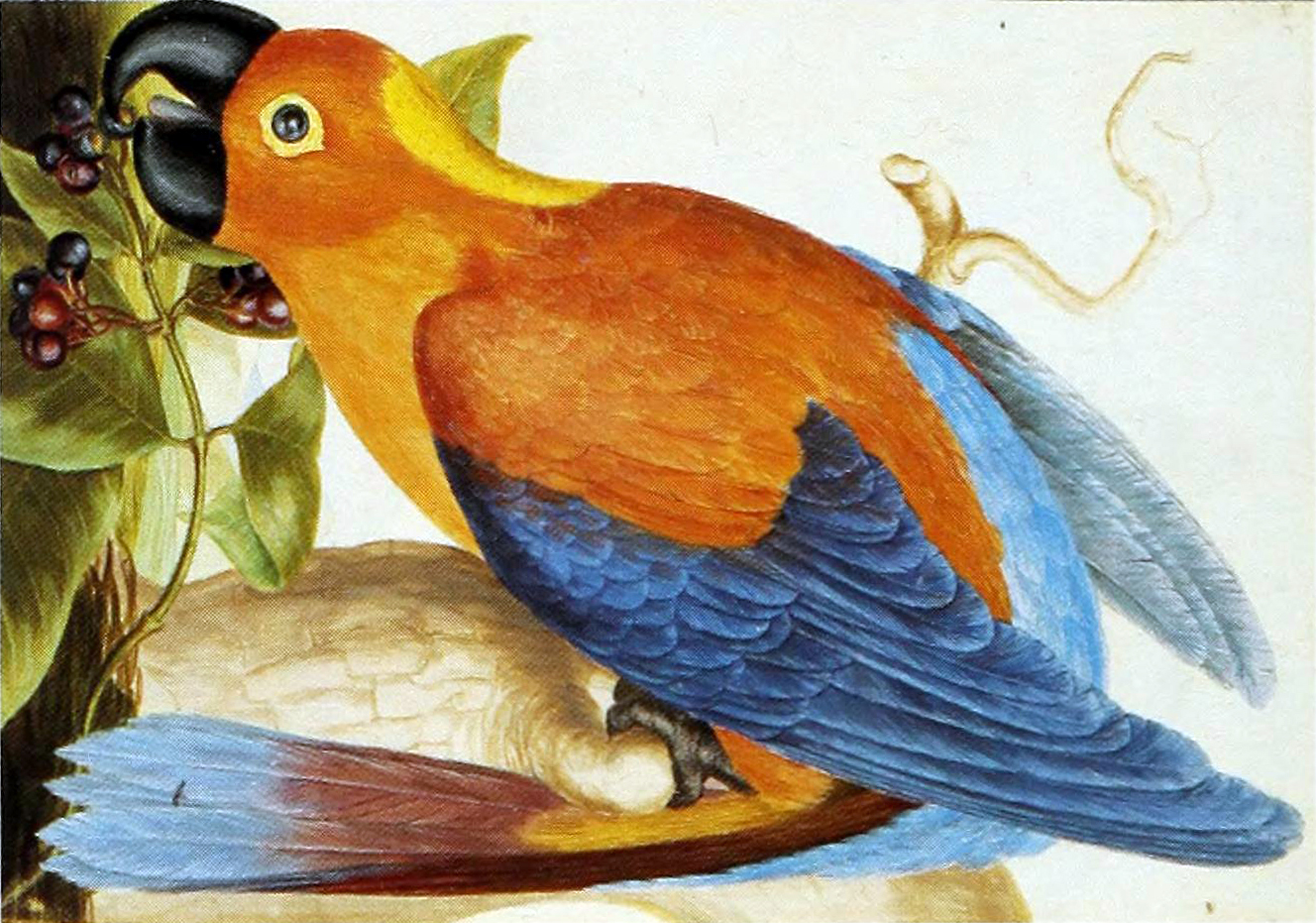
Peinture d'un ara tricolore importé en Jamaïque, ou de l'hypothétique ara rouge jamaïcain éteint, par L. J. Robins, 1765

Le nom Ara tricolor haitius a été inventé pour une sous-espèce supposée d'Hispaniola par l'ornithologue allemand Dieter Hoppe en 1983, mais il est maintenant considéré comme basé sur des enregistrements erronés. En 1985, l'ornithologue américain David Wetherbee a suggéré que des spécimens existants avaient été collectés à la fois à Cuba et à Hispaniola, et que les deux populations représentaient des espèces distinctes, différant dans les détails de leur coloration. Whetherbee a déclaré que le nom Ara tricolor s'appliquait plutôt à l'espèce supposée d'Hispaniola, car il croyait que Cuba n'avait pas de collectionneurs d'oiseaux avant 1822, et que l'illustration et la description publiées par Le Vaillant étaient basées sur un spécimen collecté lors d'une expédition de 1798 à Hispaniola. Comme l'espèce cubaine avait donc besoin d'un nouveau nom spécifique, Wetherbee a inventé Ara cubensis pour lui. Il a également suggéré que l'ara rouge jamaïcain était basé sur un « tapiré »; un spécimen dont la coloration a été modifiée par une technique amérindienne selon laquelle les plumes en développement peuvent être changées en rouge et jaune en les peignant avec des fluides corporels de la Dendrobate à tapirer (Dendrobates tinctorius). L'idée que le nom Ara tricolor appliqué à une espèce hispaniolienne avait été acceptée en 1989, mais en 1995, l'ornithologue britannique Michael Walters a souligné que des oiseaux avaient en effet été décrits de Cuba avant 1822, que les différences supposées de coloration n'étaient pas importance, et que le fondement de l'argument de Wetherbee était donc invalide. Il n'y a aucune preuve claire d'une espèce d'ara sur Hispaniola,.

### Evolution
Étant donné que des descriptions détaillées des aras éteints n'existent que pour les espèces à Cuba, il est impossible de déterminer leurs interrelations. Il a été suggéré que le parent continental le plus proche de l'ara tricolore est l'ara rouge (Ara macao), en raison de la répartition similaire du rouge et du bleu dans leur plumage, et de la présence d'une tache blanche autour des yeux, nus à l'exception des lignes de petites plumes rouges. De plus, l'aire de répartition de l'ara rouge s'étend jusqu'aux marges de la mer des Caraïbes. Les deux partagent également une espèce d'acarien des plumes, qui soutient leur relation. L'ornithologue américain James Greenway a suggéré en 1967 que l'ara rouge et l'ara tricolore formaient une super-espèce avec les autres espèces éteintes qui auraient habité la Jamaïque, l'Hispaniola et la Guadeloupe.
Une étude ADN réalisée en 2018 par le biologiste suédois Ulf S. Johansson et ses collègues a analysé le génome mitochondrial de deux spécimens d'aras tricolore au Musée suédois d'histoire naturelle (échantillonnés à partir de leurs orteils). Bien que l'on s'attende à ce que l'espèce cubaine forme un clade avec la même prédominance avec l'ara rouge et l'ara à ailes vertes (Ara chloropterus), ils ont plutôt trouvé qu'il était basal (et espèces sœurs de) ces deux grands aras rouges, ainsi qu'aux deux grands aras verts, l'ara militaire (Ara militaris) et le ara de Buffon (Ara ambiguus). Le cladogramme ci-dessous fait suite à l'étude 2018 :

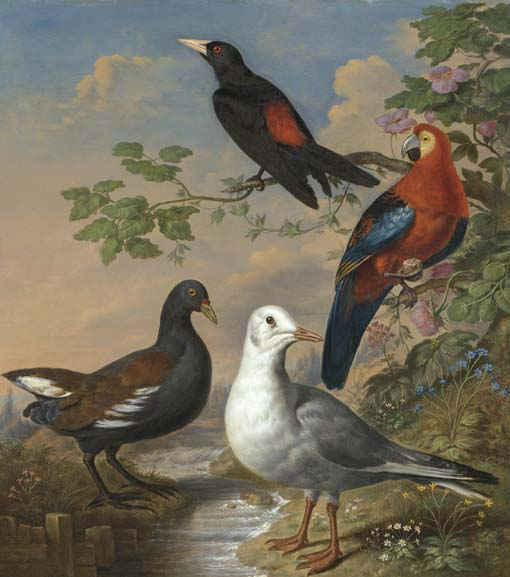
Peinture de Philip Reinagle montrant un ara tricolore parmi d'autres oiseaux

|  | Ara tricolor ( Ara tricolore)                                                           |
|  |                                                                                         |
|  | \| \| Ara militaris (Ara militaire) \| \| \| \| \| \| Ara macao (Ara rouge) \| \| \| \| |
|  |                                                                                         |
|  | Ara militaris (Ara militaire)                                                           |
|  |                                                                                         |
|  | Ara macao (Ara rouge)                                                                   |
|  |                                                                                         |

|  | Ara militaris (Ara militaire) |
|  |                               |
|  | Ara macao (Ara rouge)         |
|  |                               |

|  | Ara tricolor ( Ara tricolore)                                                           |
|  |                                                                                         |
|  | \| \| Ara militaris (Ara militaire) \| \| \| \| \| \| Ara macao (Ara rouge) \| \| \| \| |
|  |                                                                                         |
|  | Ara militaris (Ara militaire)                                                           |
|  |                                                                                         |
|  | Ara macao (Ara rouge)                                                                   |
|  |                                                                                         |

|  | Ara militaris (Ara militaire) |
|  |                               |
|  | Ara macao (Ara rouge)         |
|  |                               |

|  | Ara ararauna (Ara ararauna)           |
|  |                                       |
|  | Ara glaucogularis (Ara à gorge bleue) |
|  |                                       |

|  | Ara tricolor ( Ara tricolore)                                                           |
|  |                                                                                         |
|  | \| \| Ara militaris (Ara militaire) \| \| \| \| \| \| Ara macao (Ara rouge) \| \| \| \| |
|  |                                                                                         |
|  | Ara militaris (Ara militaire)                                                           |
|  |                                                                                         |
|  | Ara macao (Ara rouge)                                                                   |
|  |                                                                                         |

|  | Ara militaris (Ara militaire) |
|  |                               |
|  | Ara macao (Ara rouge)         |
|  |                               |

|  | Ara tricolor ( Ara tricolore)                                                           |
|  |                                                                                         |
|  | \| \| Ara militaris (Ara militaire) \| \| \| \| \| \| Ara macao (Ara rouge) \| \| \| \| |
|  |                                                                                         |
|  | Ara militaris (Ara militaire)                                                           |
|  |                                                                                         |
|  | Ara macao (Ara rouge)                                                                   |
|  |                                                                                         |

|  | Ara militaris (Ara militaire) |
|  |                               |
|  | Ara macao (Ara rouge)         |
|  |                               |

|  | Ara ararauna (Ara ararauna)           |
|  |                                       |
|  | Ara glaucogularis (Ara à gorge bleue) |
|  |                                       |

|  | Primolius couloni (Ara de Coulon)  |
|  |                                    |
|  | Primolius maracana (Ara d'Illiger) |
|  |                                    |

|  | Ara tricolor ( Ara tricolore)                                                           |
|  |                                                                                         |
|  | \| \| Ara militaris (Ara militaire) \| \| \| \| \| \| Ara macao (Ara rouge) \| \| \| \| |
|  |                                                                                         |
|  | Ara militaris (Ara militaire)                                                           |
|  |                                                                                         |
|  | Ara macao (Ara rouge)                                                                   |
|  |                                                                                         |

|  | Ara militaris (Ara militaire) |
|  |                               |
|  | Ara macao (Ara rouge)         |
|  |                               |

|  | Ara tricolor ( Ara tricolore)                                                           |
|  |                                                                                         |
|  | \| \| Ara militaris (Ara militaire) \| \| \| \| \| \| Ara macao (Ara rouge) \| \| \| \| |
|  |                                                                                         |
|  | Ara militaris (Ara militaire)                                                           |
|  |                                                                                         |
|  | Ara macao (Ara rouge)                                                                   |
|  |                                                                                         |

|  | Ara militaris (Ara militaire) |
|  |                               |
|  | Ara macao (Ara rouge)         |
|  |                               |

|  | Ara ararauna (Ara ararauna)           |
|  |                                       |
|  | Ara glaucogularis (Ara à gorge bleue) |
|  |                                       |

|  | Ara tricolor ( Ara tricolore)                                                           |
|  |                                                                                         |
|  | \| \| Ara militaris (Ara militaire) \| \| \| \| \| \| Ara macao (Ara rouge) \| \| \| \| |
|  |                                                                                         |
|  | Ara militaris (Ara militaire)                                                           |
|  |                                                                                         |
|  | Ara macao (Ara rouge)                                                                   |
|  |                                                                                         |

|  | Ara militaris (Ara militaire) |
|  |                               |
|  | Ara macao (Ara rouge)         |
|  |                               |

|  | Ara tricolor ( Ara tricolore)                                                           |
|  |                                                                                         |
|  | \| \| Ara militaris (Ara militaire) \| \| \| \| \| \| Ara macao (Ara rouge) \| \| \| \| |
|  |                                                                                         |
|  | Ara militaris (Ara militaire)                                                           |
|  |                                                                                         |
|  | Ara macao (Ara rouge)                                                                   |
|  |                                                                                         |

|  | Ara militaris (Ara militaire) |
|  |                               |
|  | Ara macao (Ara rouge)         |
|  |                               |

|  | Ara ararauna (Ara ararauna)           |
|  |                                       |
|  | Ara glaucogularis (Ara à gorge bleue) |
|  |                                       |

|  | Primolius couloni (Ara de Coulon)  |
|  |                                    |
|  | Primolius maracana (Ara d'Illiger) |
|  |                                    |

|  | Ara tricolor ( Ara tricolore)                                                           |
|  |                                                                                         |
|  | \| \| Ara militaris (Ara militaire) \| \| \| \| \| \| Ara macao (Ara rouge) \| \| \| \| |
|  |                                                                                         |
|  | Ara militaris (Ara militaire)                                                           |
|  |                                                                                         |
|  | Ara macao (Ara rouge)                                                                   |
|  |                                                                                         |

|  | Ara militaris (Ara militaire) |
|  |                               |
|  | Ara macao (Ara rouge)         |
|  |                               |

|  | Ara tricolor ( Ara tricolore)                                                           |
|  |                                                                                         |
|  | \| \| Ara militaris (Ara militaire) \| \| \| \| \| \| Ara macao (Ara rouge) \| \| \| \| |
|  |                                                                                         |
|  | Ara militaris (Ara militaire)                                                           |
|  |                                                                                         |
|  | Ara macao (Ara rouge)                                                                   |
|  |                                                                                         |

|  | Ara militaris (Ara militaire) |
|  |                               |
|  | Ara macao (Ara rouge)         |
|  |                               |

|  | Ara ararauna (Ara ararauna)           |
|  |                                       |
|  | Ara glaucogularis (Ara à gorge bleue) |
|  |                                       |

|  | Ara tricolor ( Ara tricolore)                                                           |
|  |                                                                                         |
|  | \| \| Ara militaris (Ara militaire) \| \| \| \| \| \| Ara macao (Ara rouge) \| \| \| \| |
|  |                                                                                         |
|  | Ara militaris (Ara militaire)                                                           |
|  |                                                                                         |
|  | Ara macao (Ara rouge)                                                                   |
|  |                                                                                         |

|  | Ara militaris (Ara militaire) |
|  |                               |
|  | Ara macao (Ara rouge)         |
|  |                               |

|  | Ara tricolor ( Ara tricolore)                                                           |
|  |                                                                                         |
|  | \| \| Ara militaris (Ara militaire) \| \| \| \| \| \| Ara macao (Ara rouge) \| \| \| \| |
|  |                                                                                         |
|  | Ara militaris (Ara militaire)                                                           |
|  |                                                                                         |
|  | Ara macao (Ara rouge)                                                                   |
|  |                                                                                         |

|  | Ara militaris (Ara militaire) |
|  |                               |
|  | Ara macao (Ara rouge)         |
|  |                               |

|  | Ara ararauna (Ara ararauna)           |
|  |                                       |
|  | Ara glaucogularis (Ara à gorge bleue) |
|  |                                       |

|  | Primolius couloni (Ara de Coulon)  |
|  |                                    |
|  | Primolius maracana (Ara d'Illiger) |
|  |                                    |

|  | Ara tricolor ( Ara tricolore)                                                           |
|  |                                                                                         |
|  | \| \| Ara militaris (Ara militaire) \| \| \| \| \| \| Ara macao (Ara rouge) \| \| \| \| |
|  |                                                                                         |
|  | Ara militaris (Ara militaire)                                                           |
|  |                                                                                         |
|  | Ara macao (Ara rouge)                                                                   |
|  |                                                                                         |

|  | Ara militaris (Ara militaire) |
|  |                               |
|  | Ara macao (Ara rouge)         |
|  |                               |

|  | Ara tricolor ( Ara tricolore)                                                           |
|  |                                                                                         |
|  | \| \| Ara militaris (Ara militaire) \| \| \| \| \| \| Ara macao (Ara rouge) \| \| \| \| |
|  |                                                                                         |
|  | Ara militaris (Ara militaire)                                                           |
|  |                                                                                         |
|  | Ara macao (Ara rouge)                                                                   |
|  |                                                                                         |

|  | Ara militaris (Ara militaire) |
|  |                               |
|  | Ara macao (Ara rouge)         |
|  |                               |

|  | Ara ararauna (Ara ararauna)           |
|  |                                       |
|  | Ara glaucogularis (Ara à gorge bleue) |
|  |                                       |

|  | Ara tricolor ( Ara tricolore)                                                           |
|  |                                                                                         |
|  | \| \| Ara militaris (Ara militaire) \| \| \| \| \| \| Ara macao (Ara rouge) \| \| \| \| |
|  |                                                                                         |
|  | Ara militaris (Ara militaire)                                                           |
|  |                                                                                         |
|  | Ara macao (Ara rouge)                                                                   |
|  |                                                                                         |

|  | Ara militaris (Ara militaire) |
|  |                               |
|  | Ara macao (Ara rouge)         |
|  |                               |

|  | Ara tricolor ( Ara tricolore)                                                           |
|  |                                                                                         |
|  | \| \| Ara militaris (Ara militaire) \| \| \| \| \| \| Ara macao (Ara rouge) \| \| \| \| |
|  |                                                                                         |
|  | Ara militaris (Ara militaire)                                                           |
|  |                                                                                         |
|  | Ara macao (Ara rouge)                                                                   |
|  |                                                                                         |

|  | Ara militaris (Ara militaire) |
|  |                               |
|  | Ara macao (Ara rouge)         |
|  |                               |

|  | Ara ararauna (Ara ararauna)           |
|  |                                       |
|  | Ara glaucogularis (Ara à gorge bleue) |
|  |                                       |

|  | Primolius couloni (Ara de Coulon)  |
|  |                                    |
|  | Primolius maracana (Ara d'Illiger) |
|  |                                    |

L'ara tricolore était plus petit que les espèces existantes apparentées, et l'une des plus petites espèces d'Ara, ce qui suggère que la plus petite taille pourrait avoir été l'état ancestral du groupe, bien qu'il soit également devenu plus petit après s'être établi aux Antilles. Johansson et ses collègues ont estimé que l'ara tricolore avait divergé de ses parents continentaux il y a environ 4 millions d'années, au début du Pliocène. Comme c'est après que le pont terrestre qui aurait relié les Grandes Antilles à l'Amérique du Sud a cessé d'exister, les ancêtres de l'ara tricolore ont dû se disperser vers les Antilles au-dessus des eaux libres. Par conséquent, l'ara tricolore n'était pas une émanation récente de l'ara rouge, ayant une longue histoire indépendante sur Cuba. Johansson et ses collègues ont donc noté que bien que de nombreuses espèces éteintes d'aras des Caraïbes qui avaient été décrites dans le passé soient probablement douteuses, il y aurait eu amplement de temps pour une radiation d'aras là-bas, en fonction de la durée pendant laquelle les espèces cubaines avaient été séparées des espèces continentales. Une étude génétique réalisée en 2020 sur l'ara rouge par l'écologiste américaine Kari L. Schmidt et ses collègues a abouti à un cladogramme similaire à celui de Johansson et de ses collègues.

## Description
L'ara tricolore avait un front rouge passant à l'orange puis au jaune au niveau de la nuque. Il avait des zones blanches sans plumes autour des yeux et des iris jaunes. Le visage, le menton, la poitrine, l'abdomen et les cuisses étaient orange. Le haut du dos était rouge brunâtre avec des plumes festonnées de vert. Le croupion, les plumes sous-caudales et le bas du dos étaient bleus. Les plumes des ailes étaient brunes, rouges et bleu violacé. La surface supérieure de la queue était rouge foncé passant au bleu à l'extrémité, et la surface inférieure de la queue était rouge brunâtre . Le bec a été décrit de diverses manières comme sombre, entièrement noir et noir grisâtre. Les pattes étaient brunes ,,. Les sexes étaient identiques en apparence, comme chez les autres aras. L'ara tricolore se distinguait physiquement de l'ara rouge par son absence d'épaule jaune, son bec entièrement noir et sa plus petite taille.
Long d'environ 50 centimètres, l'ara tricolore était un tiers plus petit que ses plus grands parents. L'aile mesurait de 27,5 à 29 centimètres de long, la queue de 21,5 à 29 centimètres, le culmen de 42 à 46 millimètres et le tarse de 27 à 30 millimètres. Le crâne subfossile montre que la longueur entre la charnière naso-frontale et le condyle occipital était de 47,0 millimètres, la largeur à travers la charnière naso-frontale était d'environ 25,0 millimètres et la largeur des processus postorbitaux était d'environ 40 millimètres. Les détails du crâne étaient similaires à ceux d'autres espèces d'Ara,.
Le zoologiste américain Austin Hobart Clark a rapporté que les aras tricolores juvéniles étaient verts, bien qu'il n'ait fourni aucune source pour cette affirmation. On ne sait pas si les oiseaux verts repérés sur l'île étaient en fait de jeunes aras cubains ou s'il s'agissait plutôt d'aras militaires sauvages,.

## Comportement et écologie

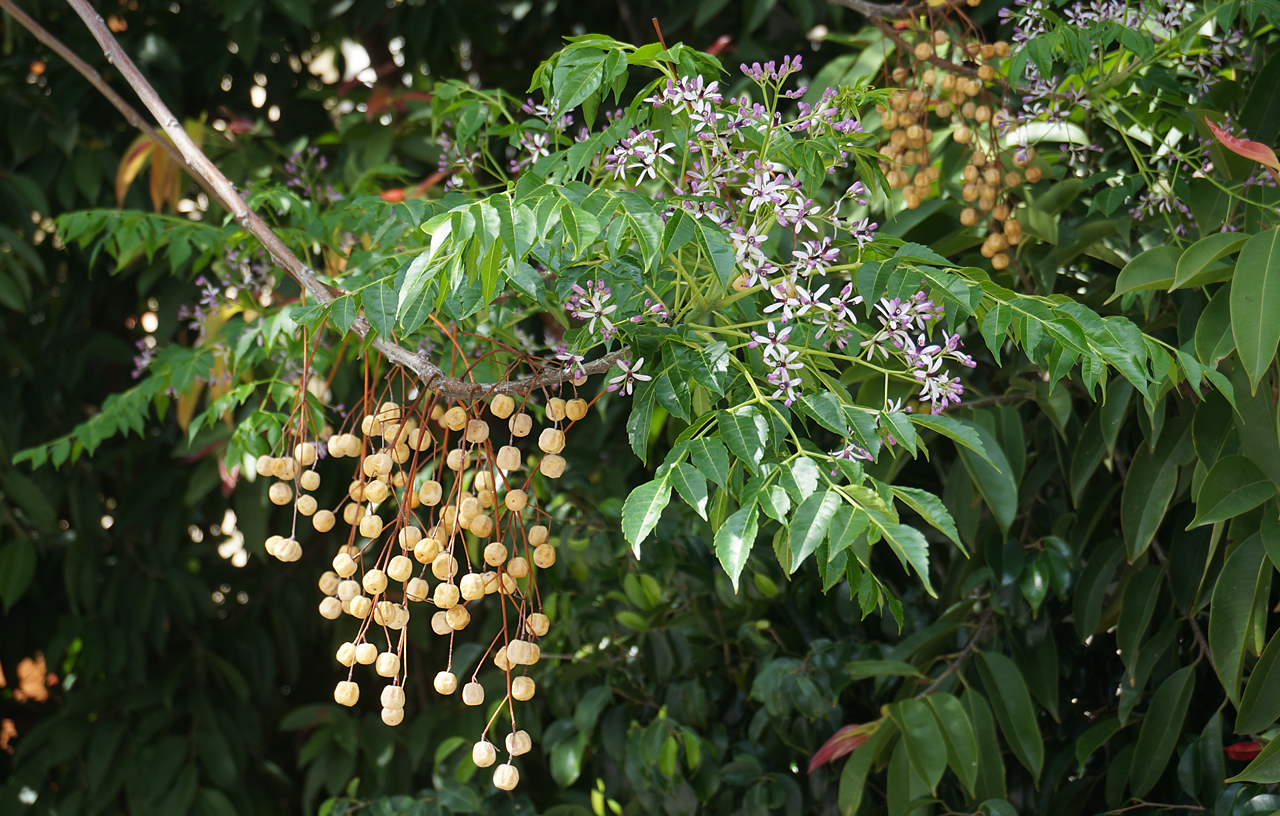
Fruits du Lilas de Perse

On sait peu de choses sur le comportement de l'ara tricolore et de ses parents caribéens disparus. Gundlach a rapporté qu'il vocalisait fort comme ses parents d'Amérique centrale et qu'il vivait en couple ou en famille. Ses capacités d'imitation de la parole auraient été inférieures à celles des autres perroquets. On ne sait rien de ses habitudes de reproduction ou de ses œufs, mais un nid signalé était un creux dans un palmier.
Le sommet du crâne subfossile était aplati, indiquant que l'ara tricolore se nourrissait de graines dures, en particulier de palmiers. Ceci est cohérent avec les habitudes de ses espèces parents plus grands du continent sud-américain et distinct de ceux des espèces parents plus petits, principalement frugivores. En 1876, Gundlach a écrit que l'ara tricolore mangeait des fruits, des graines de palmier royal (Roystonea regia) et de Lilas de Perse (Melia azedarach), ainsi que d'autres graines et pousses. Cuba possède de nombreuses espèces de palmiers, et celles trouvées dans les marécages étaient probablement les plus importantes pour l'ara tricolore. La pulpe entourant les graines du Lilas de Perse était probablement la partie consommée par l'ara tricolore.
En 2005, une nouvelle espèce de mallophage, Psittacobrosus bechsteini, a été décrite sur la base d'un spécimen mort découvert sur une peau de musée de l'ara tricolore. On pense qu'il était unique à cette espèce et est donc un exemple de coextinction . Les espèces d'acarien des plumes Genoprotolichus eurycnemis et Distigmesikya extincta ont également été signalées sur des peaux d'ara tricolore .

## Distribution et habitat

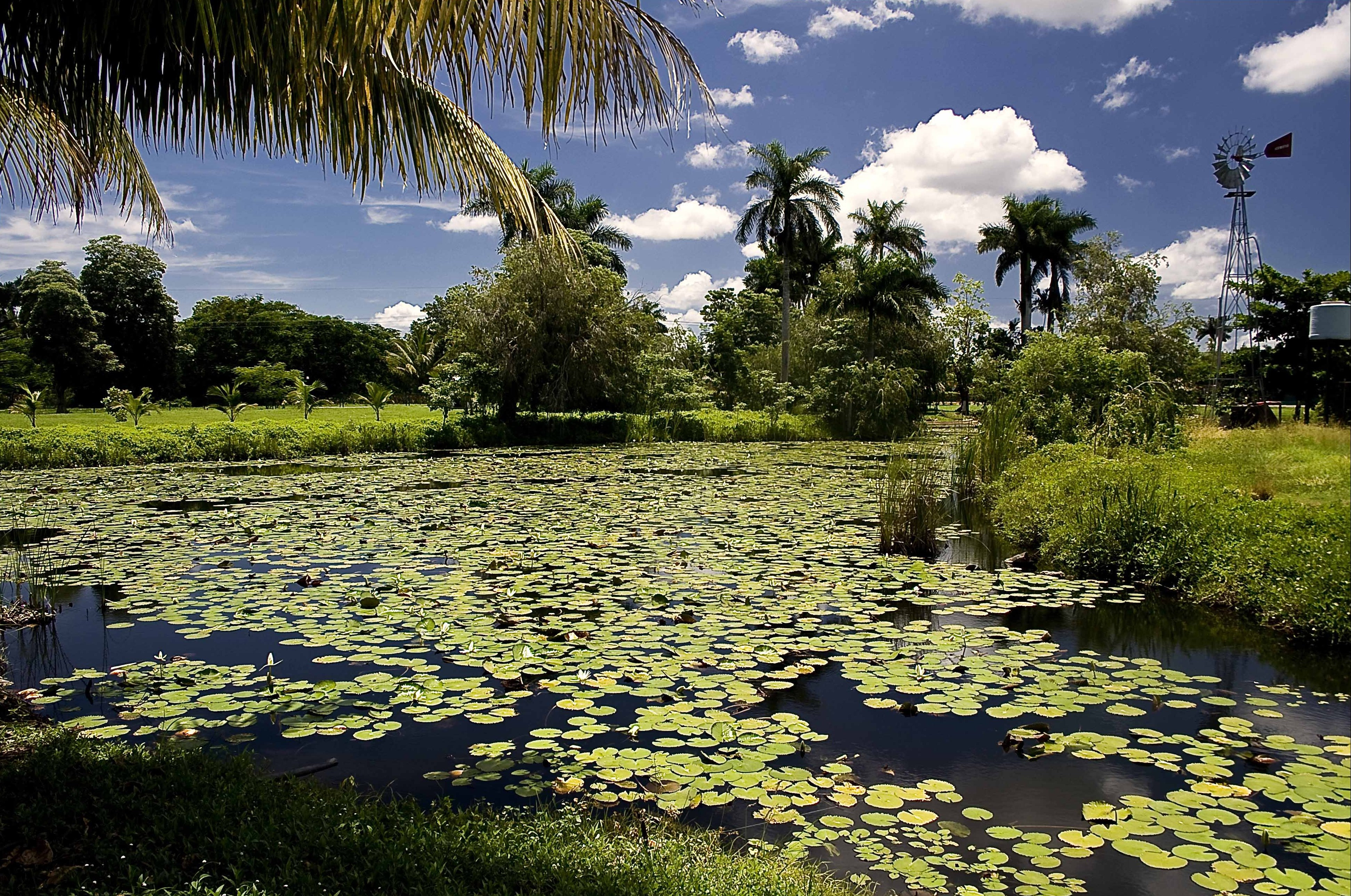
Marais de Zapata, 2009 ; l'ara tricolore vivait dans la région

L'aire de répartition de l'ara tricolore au moment de la colonisation européenne sur l'île principale de Cuba n'est pas claire, mais l'espèce serait devenue rare au milieu du XIXe siècle. Il peut avoir été limité à la partie centrale et occidentale de Cuba. La plupart des récits du XIXe siècle sont basés sur les rapports de Gundlach de l'immense marais de Zapata, où l'espèce était assez commune près de la lisière nord. Dans les années 1870, il devenait plus rare et s'était retiré vers l'intérieur . Le crâne subfossile de Sagua La Grande est l'enregistrement le plus septentrional et le plus oriental de l'ara tricolore. Un rostre subfossile a été trouvé dans une grotte. Les grottes ne sont généralement pas visitées par les aras, mais la région environnante est peut-être un ancien marais. L'ara tricolore avait également habité l'île de la Jeunesse (auparavant appelée Isla de Pinos/l'Ile des Pins) au large de Cuba, mais les ornithologues américains Outram Bangs et Walter R. Zappey ont rapporté que le dernier couple avait été abattu près de La Vega en 1864. Au début les écrivains ont également affirmé qu'il vivait en Haïti et en Jamaïque, mais cela n'est plus accepté .
L'habitat de l'ara tricolore était un terrain de savane ouverte avec des arbres épars, typique de la zone des marais de Zapata. Cuba était à l'origine largement couverte de forêts, dont une grande partie a depuis été convertie en terres cultivées et en pâturages. Lomas de Rompe, où l'ara a également été signalé, avait une forêt galerie semblable à une forêt tropicale .

## Extinction

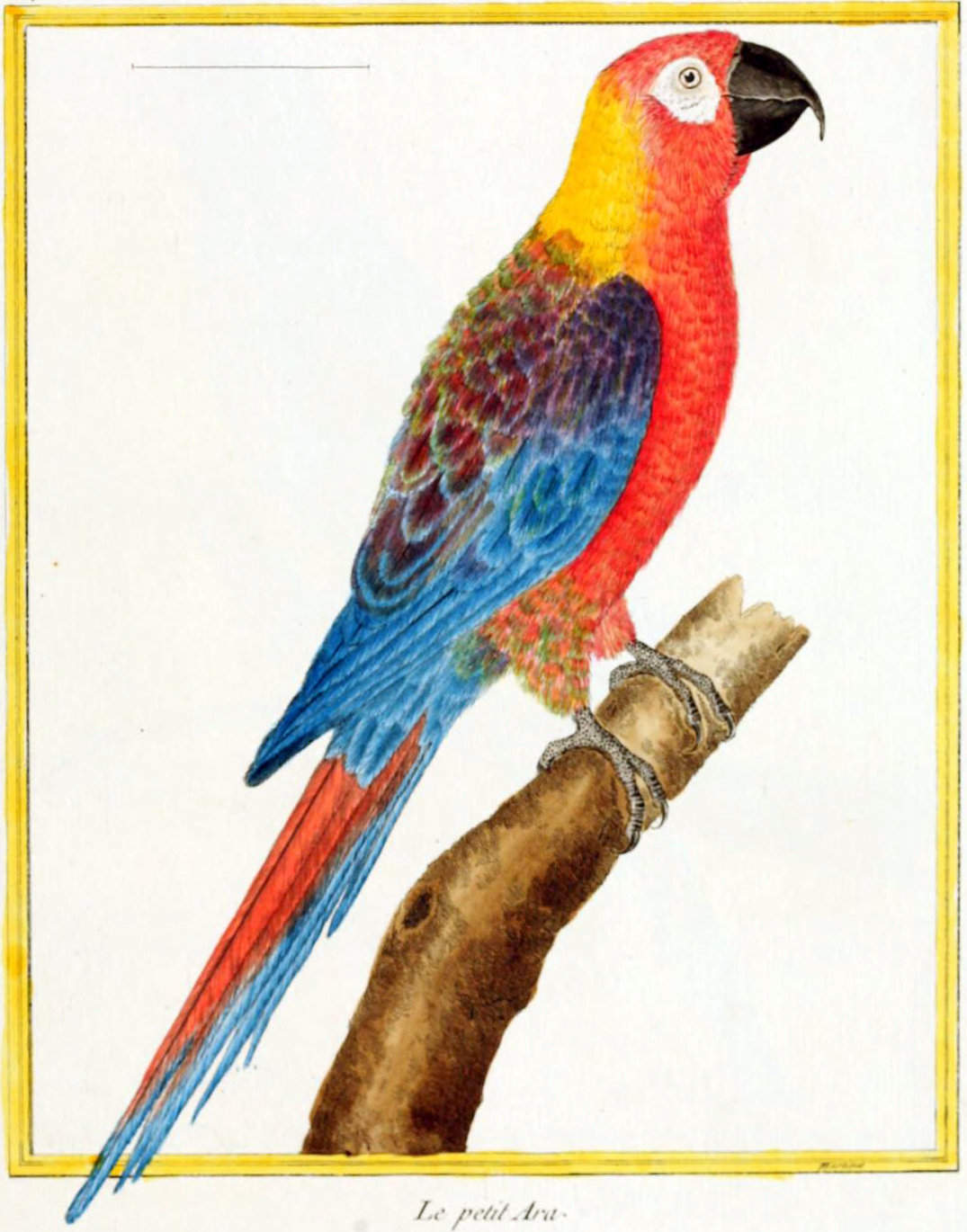
Illustration de 1765 de François-Nicolas Martinet

La chasse a été proposée comme facteur d'extinction de l'ara tricolore. Les perroquets étaient chassés, gardés comme animaux de compagnie et échangés par les Amérindiens dans les Caraïbes avant l'arrivée des Européens. L'ara tricolore aurait été « stupide » et lent à s'échapper, et a donc été facilement attrapé. Il a été tué pour la nourriture ; le voyageur italien Gemelli Careri a trouvé la viande savoureuse, mais Gundlach l'a considérée comme dure. Des preuves archéologiques suggèrent que l'ara tricolore a été chassé à La Havane du XVIe au XVIIIe siècle. Il peut également avoir été persécuté en tant que ravageur des cultures, même s'il ne vivait pas à proximité des habitations .
En plus d'être gardés comme animaux de compagnie localement, de nombreux aras tricolore (peut-être des milliers de spécimens) ont été commercialisés et envoyés en Europe. Ce commerce a également été suggéré comme une cause contribuant à l'extinction. À en juger par le nombre de spécimens conservés qui provenaient de captifs, l'espèce n'était probablement pas rare dans les zoos européens et d'autres collections. Il était populaire comme oiseau de cage, malgré sa réputation d'endommager les objets avec son bec. De plus, les collectionneurs ont capturé de jeunes oiseaux en observant les adultes et en abattant les arbres dans lesquels ils nichaient, bien que parfois des oisillons aient été tués accidentellement. Cette pratique a réduit le nombre de populations et détruit sélectivement l'habitat de reproduction de l'espèce. Ce mode de collecte se poursuit aujourd'hui avec la Conure de Cuba (Psittacara euops) et l'Amazone de Cuba (Amazona leucocephala) .
Un ouragan en 1844 aurait anéanti la population d'aras tricolore de Pinar del Río. Les ouragans suivants en 1846 et 1856 ont encore détruit leur habitat dans l'ouest de Cuba et dispersé la population restante. De plus, une tempête tropicale a frappé le marais de Zapata en 1851. Avec une population d'aras en bonne santé, de tels événements auraient pu être bénéfiques en créant un habitat approprié. Cependant, étant donné la position précaire de l'espèce, cela peut avoir entraîné une fragmentation de l'habitat et l'a amenée à chercher de la nourriture dans des zones où elle était plus vulnérable à la chasse.
La date d'extinction de l'ara tricolore est incertaine. Les observations de Gundlach dans le marais de Zapata dans les années 1850 et le rapport de seconde main de Zappey d'un couple sur l'île de la Jeunesse en 1864 sont les derniers comptes rendus fiables. En 1886, Gundlach a rapporté qu'il croyait que les oiseaux persistaient dans le sud de Cuba, ce qui a conduit Greenway à suggérer que l'espèce a survécu jusqu'en 1885. Les perroquets sont souvent parmi les premières espèces à être exterminées d'une localité donnée, en particulier des îles,.
Selon l'écrivain britannique Errol Fuller, les aviculteurs auraient élevé des oiseaux d'apparence similaire à l'ara tricolore. Ces oiseaux, cependant, seraient de plus grande taille que l'ara tricolore, ayant été élevés à partir d'espèces d'aras plus grandes .